# Audi F103
Der Audi F103 war eine Limousine mit Vierzylinder-Viertaktmotor und Frontantrieb. Die Ende 1949 in Westdeutschland neu gegründete Auto Union GmbH brachte damit im Sommer 1965 das erste Modell mit dem Traditionsnamen Audi nach dem Zweiten Weltkrieg auf den Markt. Ab Frühjahr 1966 war auch der Kombi Audi Variant erhältlich.
Im Sommer 1972 beendete das seit 1969 als Audi NSU Auto Union AG firmierende Unternehmen die Produktion des F103. Nachfolger war der neu entwickelte Audi 80.

## Modellgeschichte

### Allgemeines
Der DKW F 102 war der letzte in Westdeutschland gebaute Mittelklasse-Pkw mit einem Zweitaktmotor. Der F 103 war der Nachfolger dieses Fahrzeugs und unterschied sich vor allem durch einen neu entwickelten Vierzylinder-Viertaktmotor. Dieser war länger als der DKW-Dreizylinder, weshalb der Bug des Audi um 100 mm verlängert und der Kühler neben dem Motor schrägstehend auf der linken Seite eingebaut wurde. Statt der runden Scheinwerfer im verchromten Grill des F 102 hatte der Audi Rechteckscheinwerfer in einem etwas breiteren schwarzen Grill. 
Am 9. September 1965 wurde das Fahrzeug in Feldafing der Öffentlichkeit vorgestellt. Die Verkaufsbezeichnung lautete zunächst nur Auto Union „Audi“, da er anfangs das einzige Fahrzeug der neuen Marke war. Die Besitzverhältnisse verschoben sich zu dieser Zeit von Daimler-Benz hin zur Volkswagen AG, die ab Ende 1966 schließlich Alleineigentümer der Auto Union GmbH war. Audi war in der Weltwirtschaftskrise in der Auto Union aufgegangen, die Marke wurde allerdings nach dem Zweiten Weltkrieg nicht mehr verwendet. Mit diesem Modell ließ man Audi wieder aufleben, dafür verschwand die Marke DKW im Jahr 1966 mit dem Produktionsende des DKW F 102 vom Pkw-Markt. Es folgten weitere Modelle. Als Exportmodell wurde ab 1969 der Super 90 als Limousine und Variant („Station Wagon“) nur in wenigen Exemplaren in den USA verkauft.

### Karosserie und Ausstattung
Alle Modelle wurden als Stufenhecklimousine mit zwei und vier Türen angeboten. Mit Ausnahme des Modells Super 90 war der Audi F103 auch als dreitüriger Kombi verfügbar. Dieser hieß – wie die Kombimodelle von Volkswagen – „Variant“.
Die Heckpartie entsprach zunächst nahezu der des F 102, erhielt aber um die hinteren Kotflügelenden herumgreifende Heckleuchten.
Der Audi (72) und der Audi 60 wurden sowohl in einer einfachen als auch in der gehobenen L-Ausstattung angeboten. Das Spitzenmodell Audi Super 90 unterschied sich äußerlich unter anderem durch serienmäßige verchromte Zierleisten an den Radläufen von den anderen Modellen.

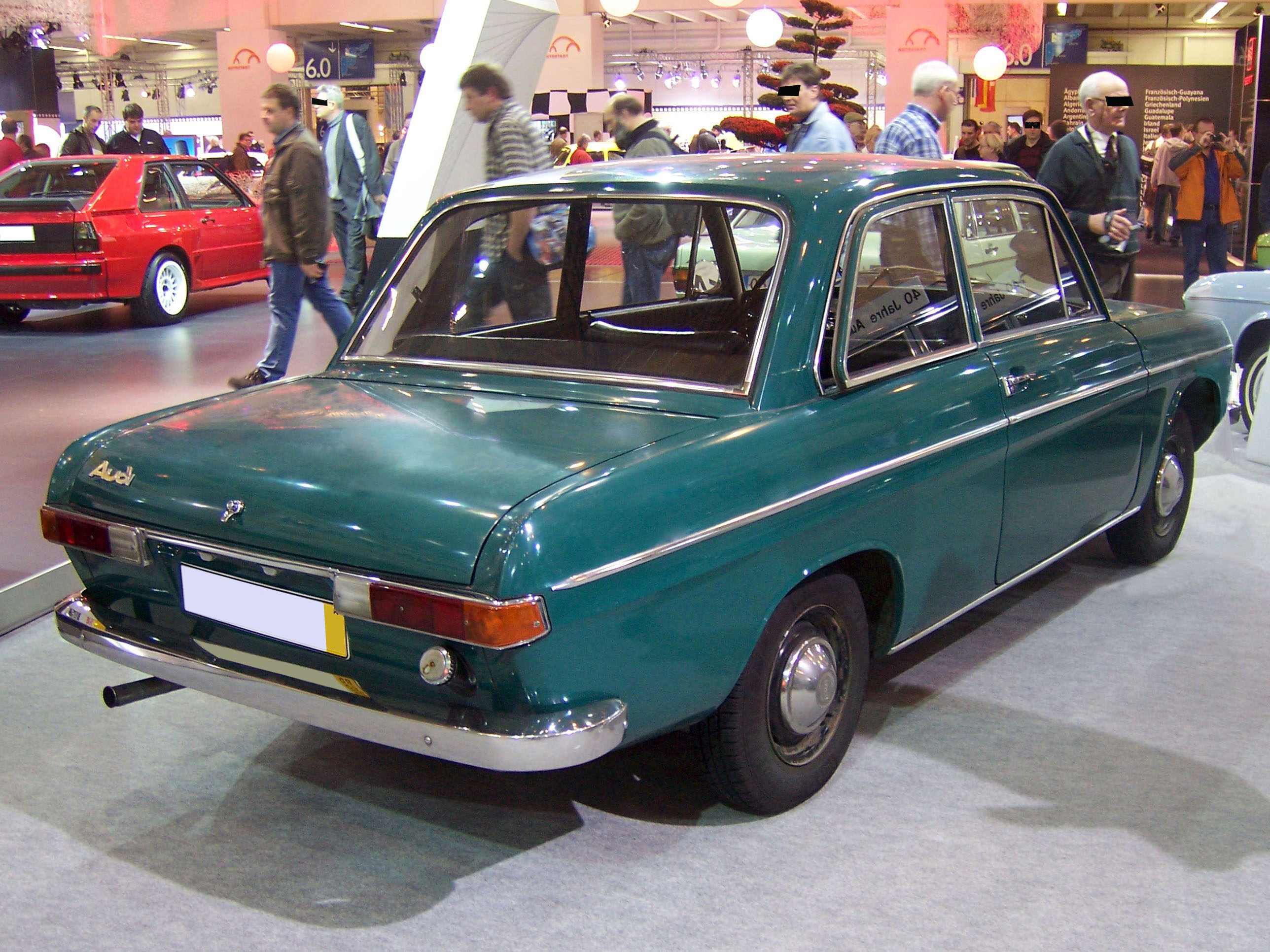
Audi (1965–1968)
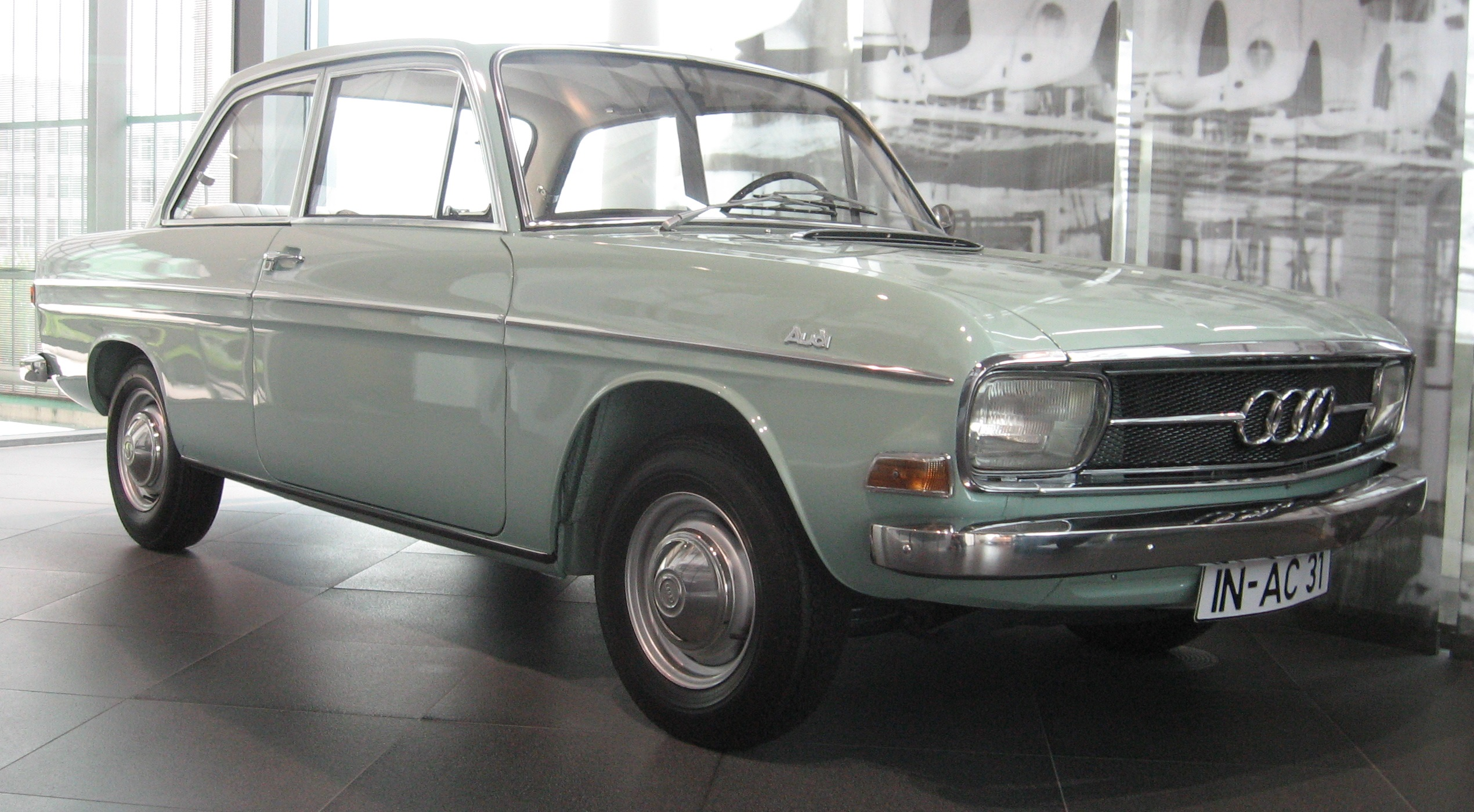
Audi 60 (1968–1969)
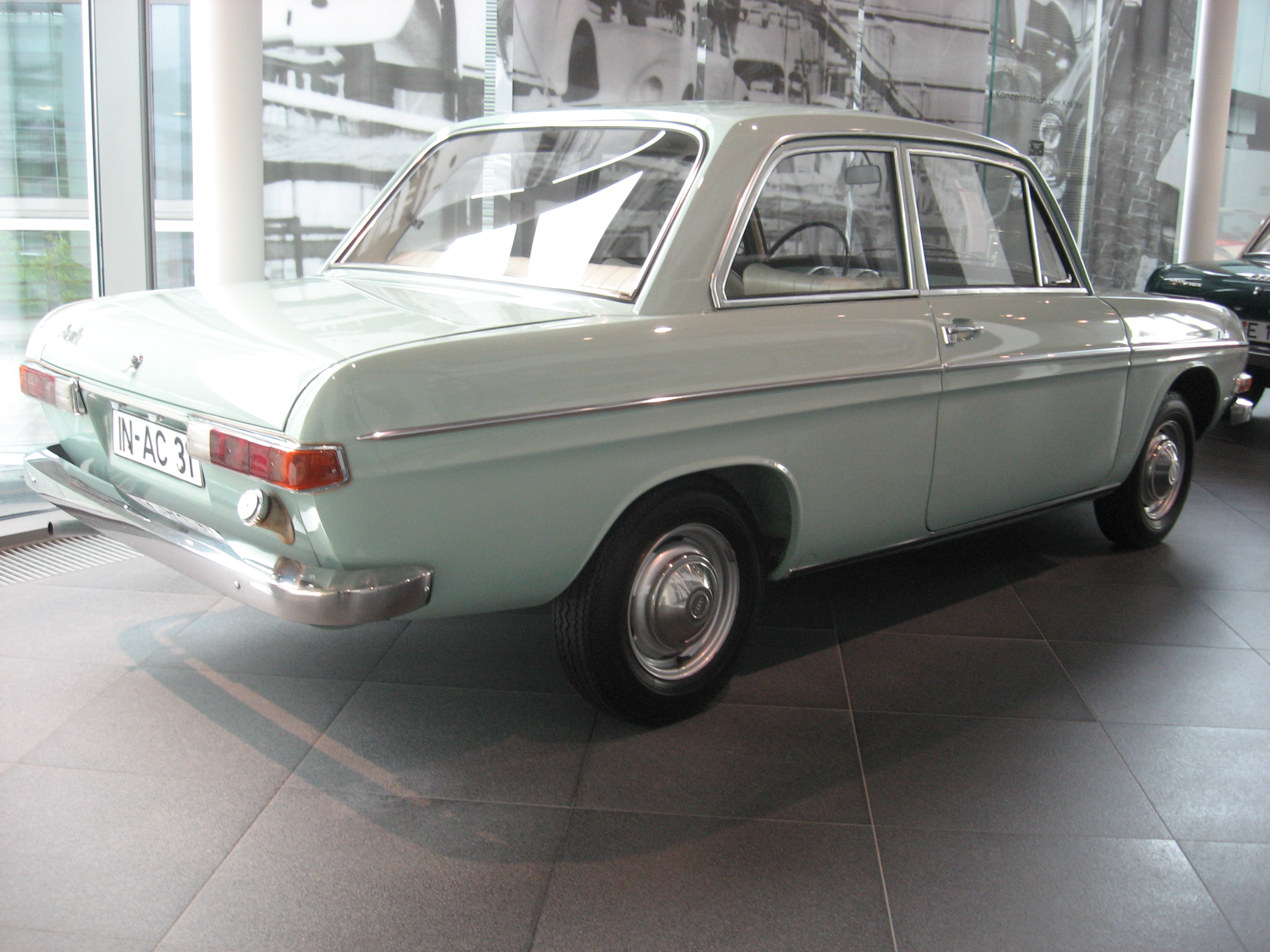
Audi 60 (1968–1969)
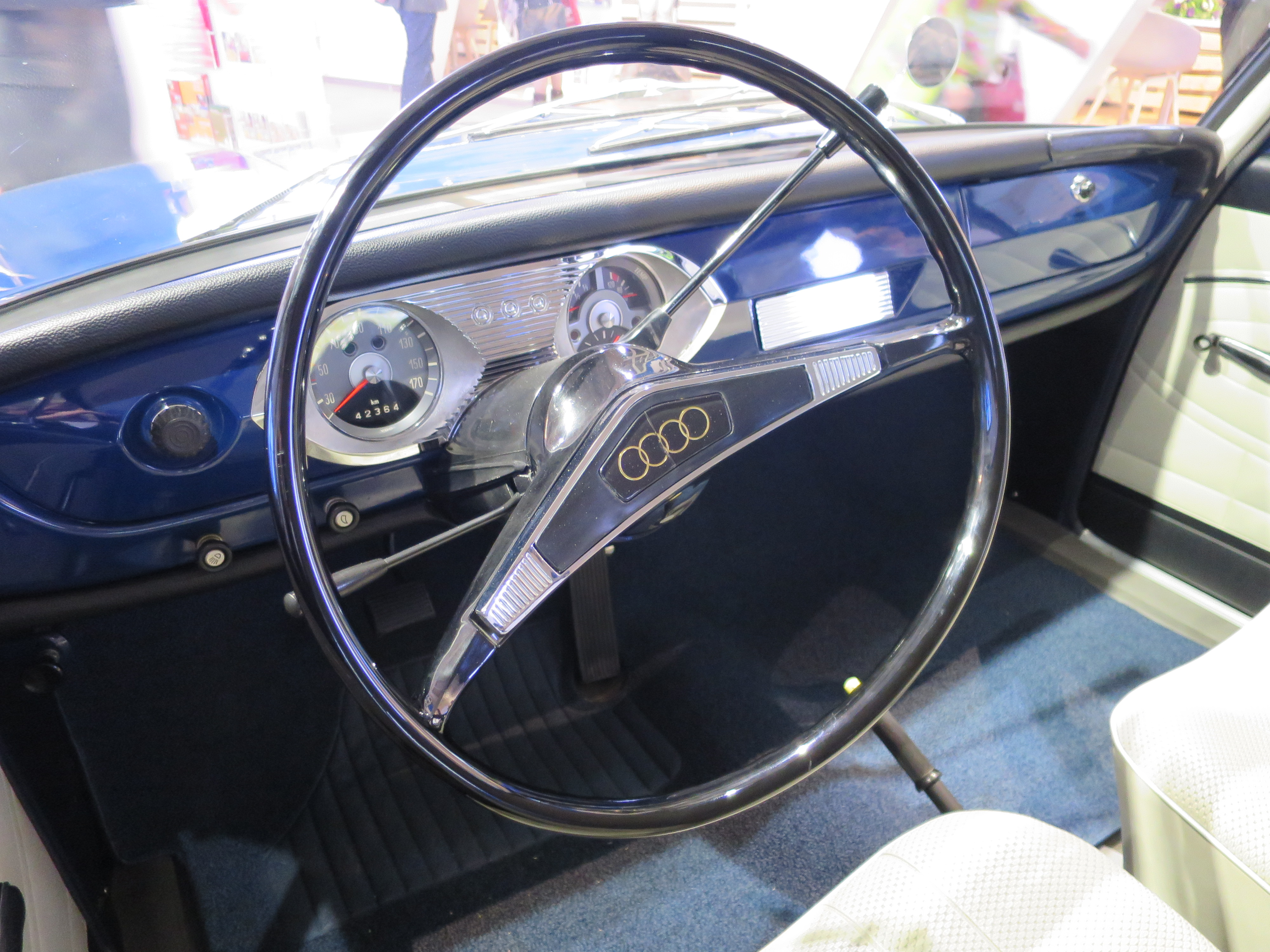
Audi Super 90 Interieur
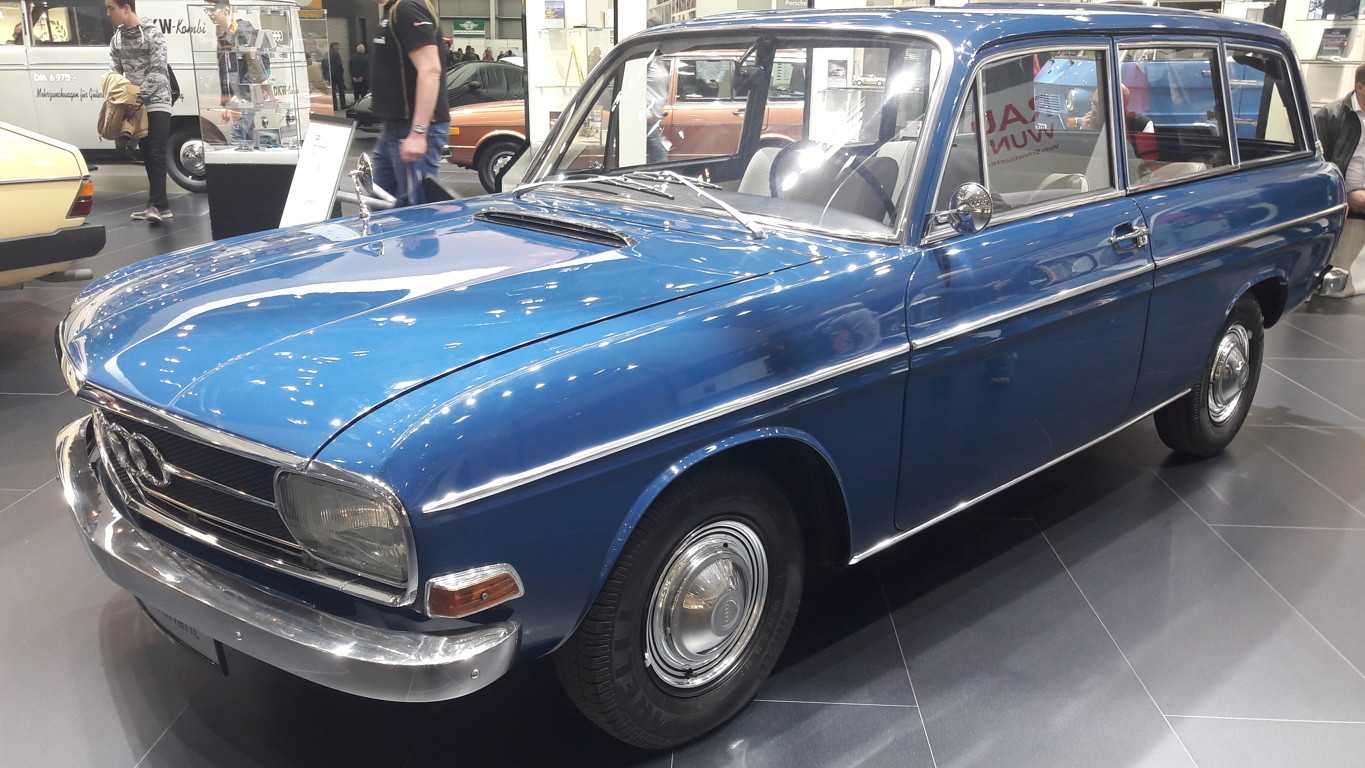
Audi 80 Variant (1968–1970)
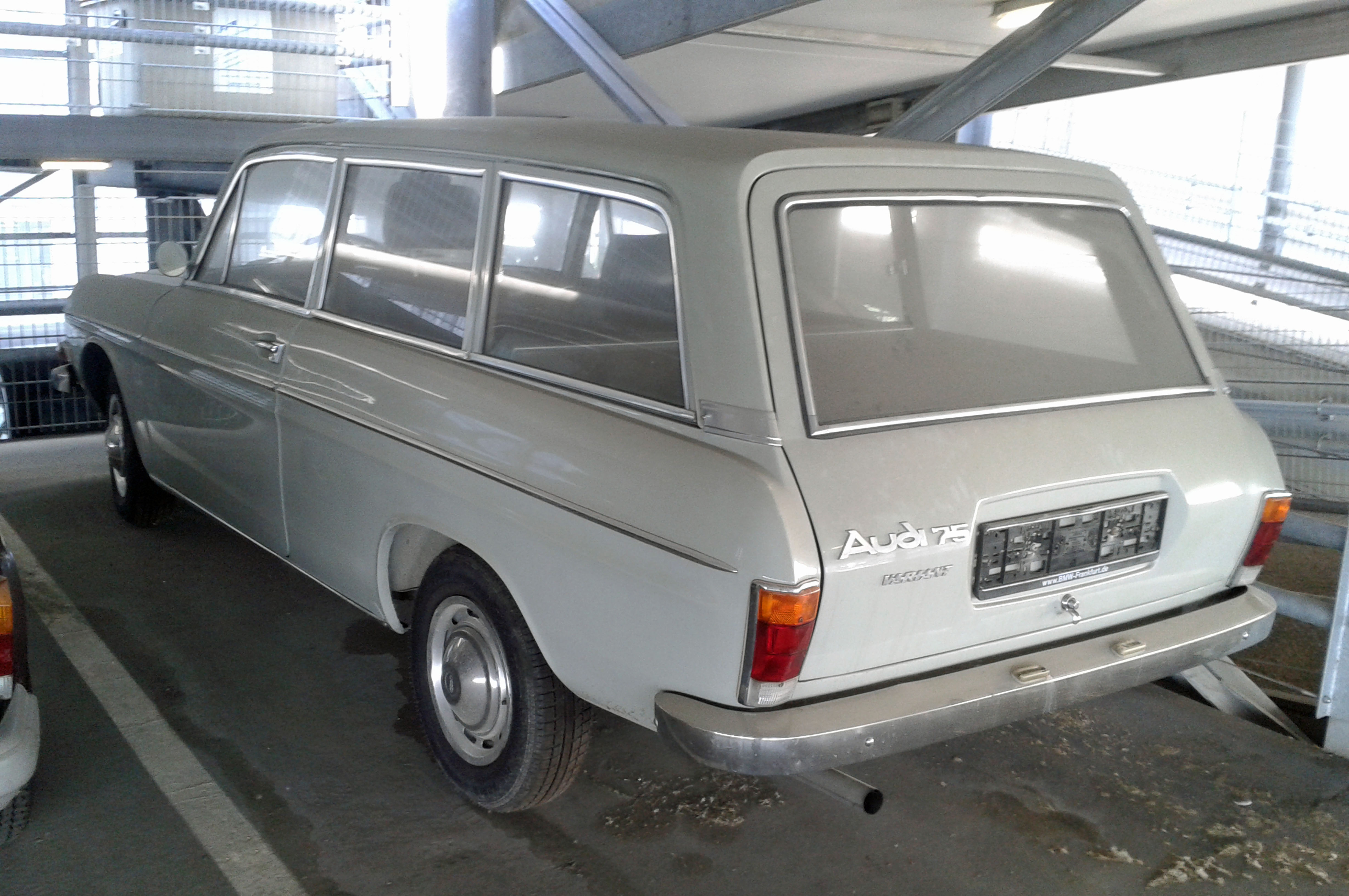
Audi 75 Variant (1968–1970)
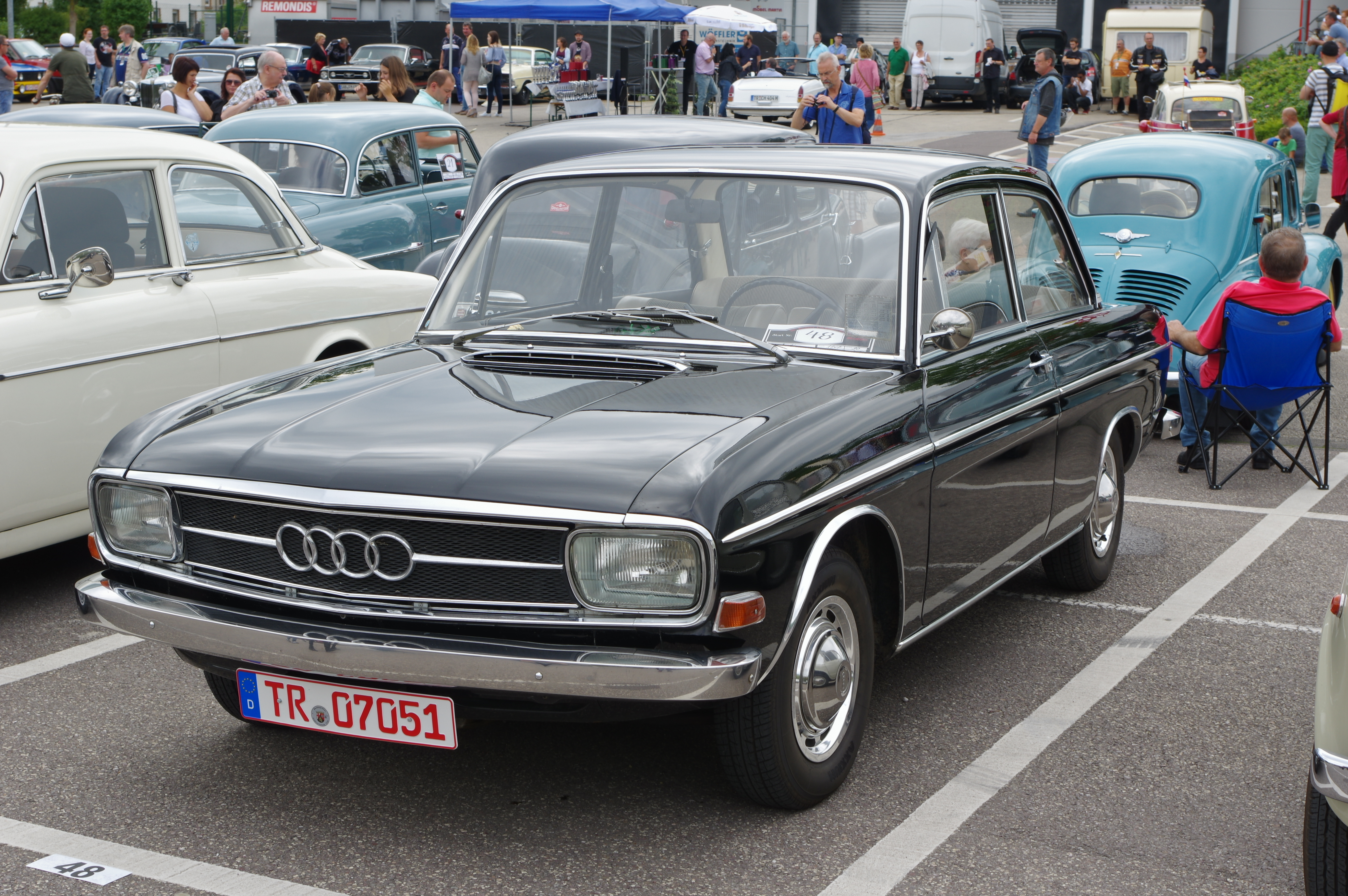
Audi Super 90 (1966–1969)
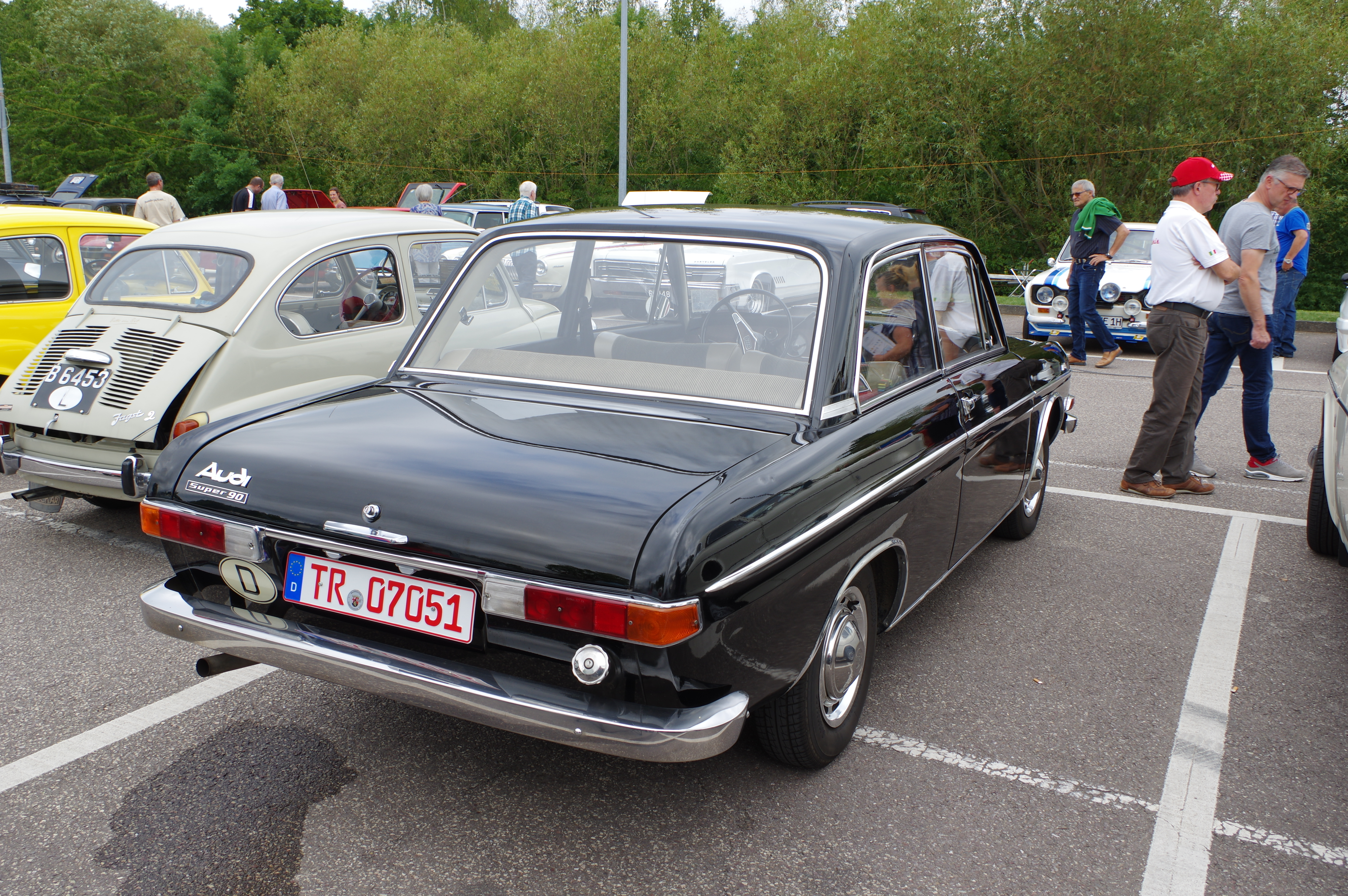
Audi Super 90 (1966–1969)

### Modellpflege
Der Audi F 103 wurde in seiner siebenjährigen Bauzeit nur geringfügig verändert. Im Sommer 1969 bzw. zum Modelljahr 1970 erhielten alle Modelle neben- statt übereinanderliegende Scheibenwischer. Im Sommer 1970 wurde bei den Limousinen der Tankstutzen vom Heck (unterhalb der rechten Rückleuchte) in das rechte hintere Seitenteil verlegt. Wie bis dahin schon beim Variant war er dort nun von einer Klappe verdeckt. Durch den Wegfall des Tankstutzens am Heck war es möglich, die Form der Rückleuchten zu verändern, diese fielen jetzt höher, breiter und kürzer aus. Weiterhin erhielten alle Modelle die Türgriffe des Audi 100. Von vorn waren die neueren Modelle lediglich an dem am rechten Kotflügel angebrachten, geänderten Audi-Schriftzug zu erkennen. Im Innenraum gab es im Armaturenbrett seitliche Belüftungsdüsen, neue Schaltereinheiten und eine Instrumentengruppe, bei der die Instrumente näher beisammen, deutlich höher montiert und besser ablesbar waren sowie moderner wirkten. Das neue Armaturenbrett hatte immer eine Dekorfolie mit Holzmuster. Vorher hatte das Armaturenbrett zum Teil aus lackiertem Blech bestanden.

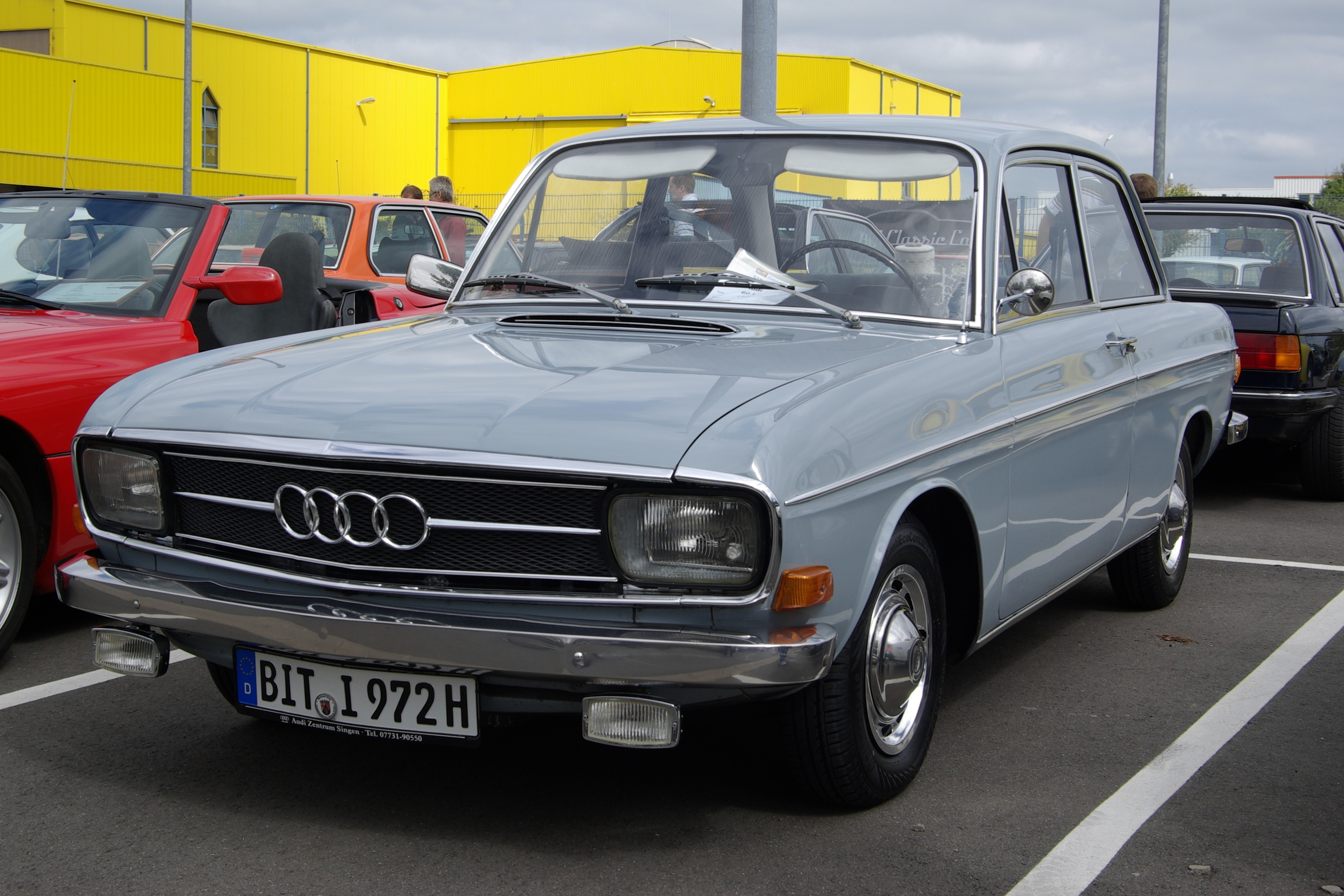
Audi 60 (1970–1972)
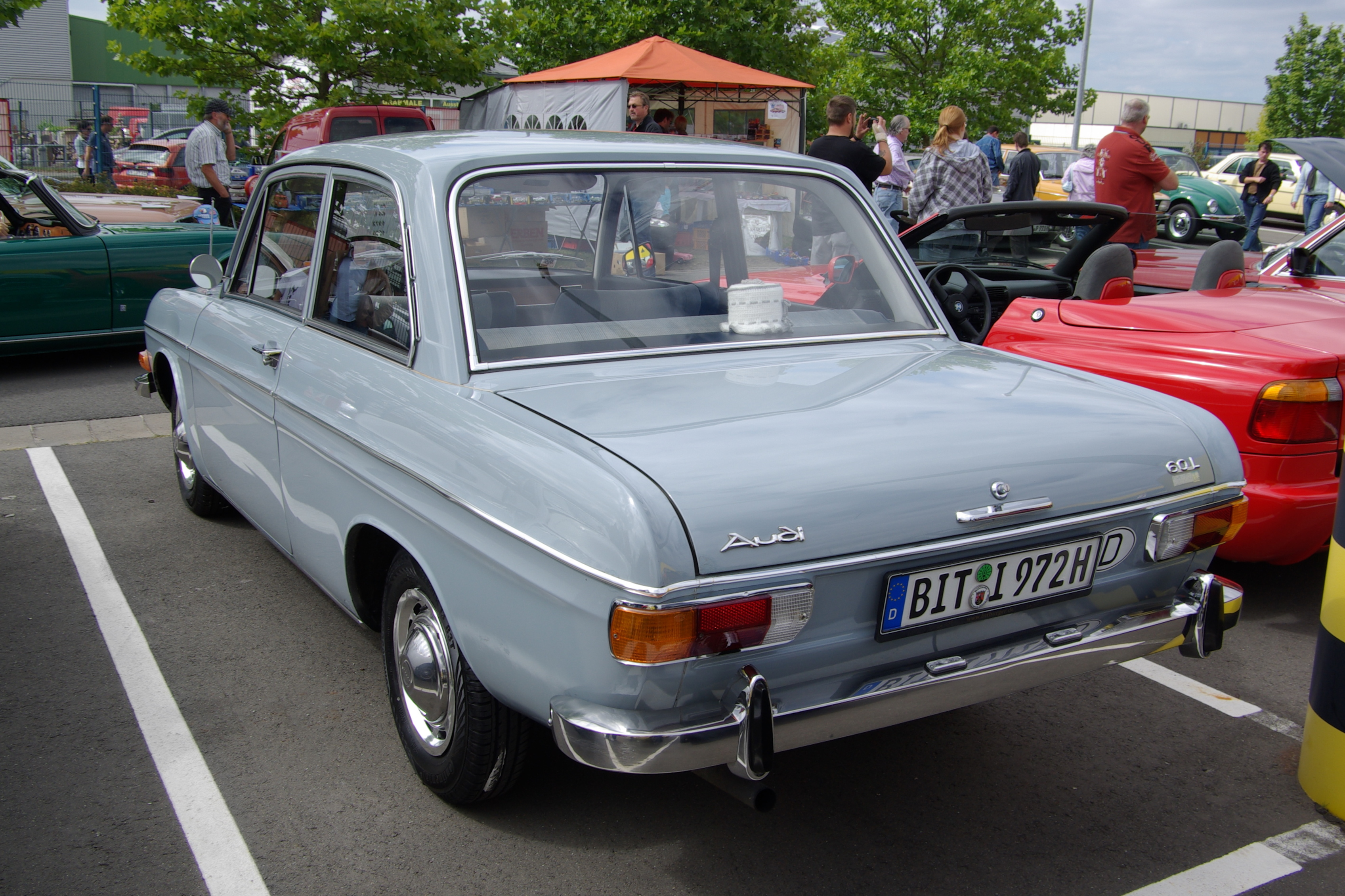
Heckansicht
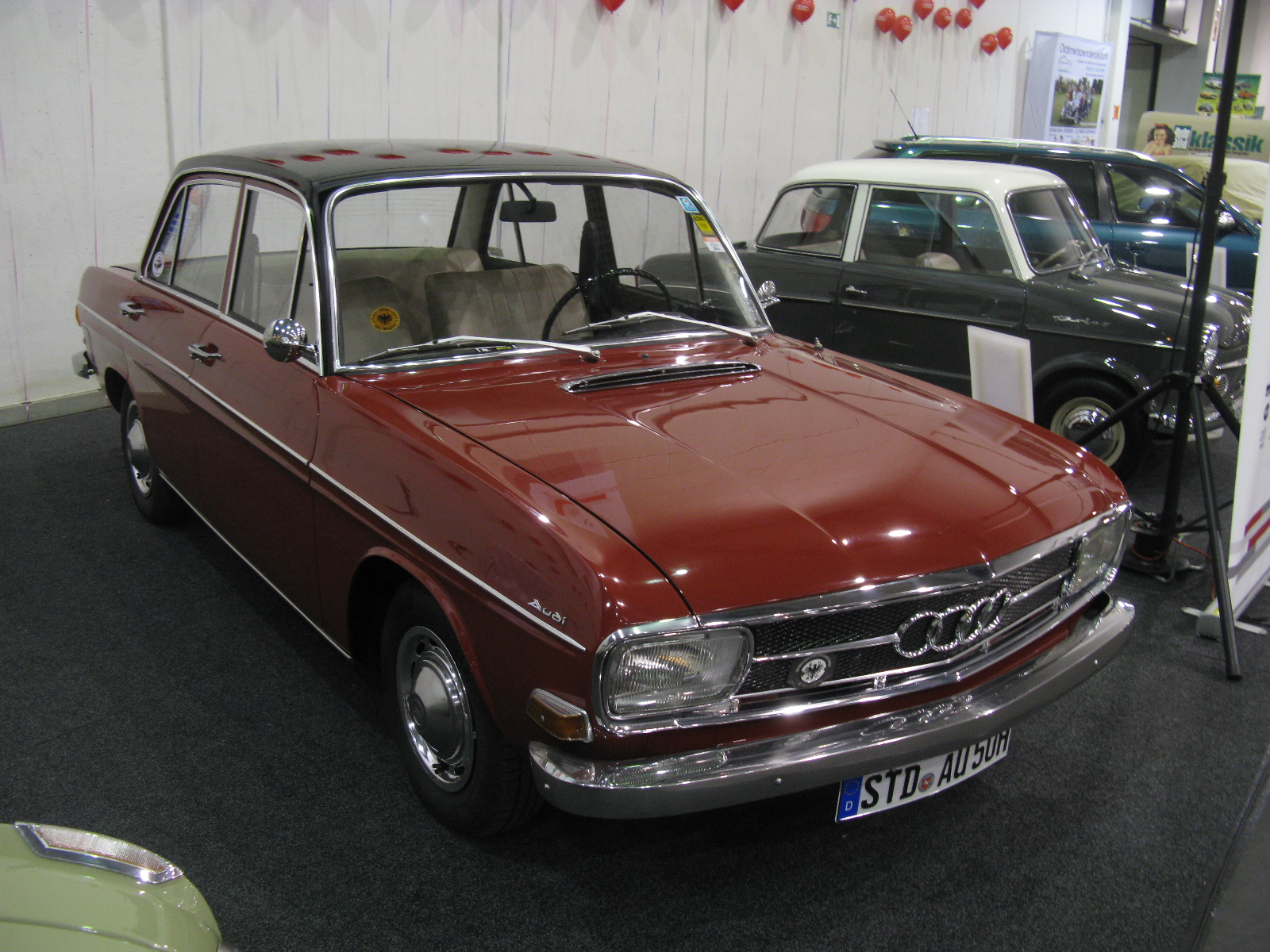
Viertürer 1970–1972
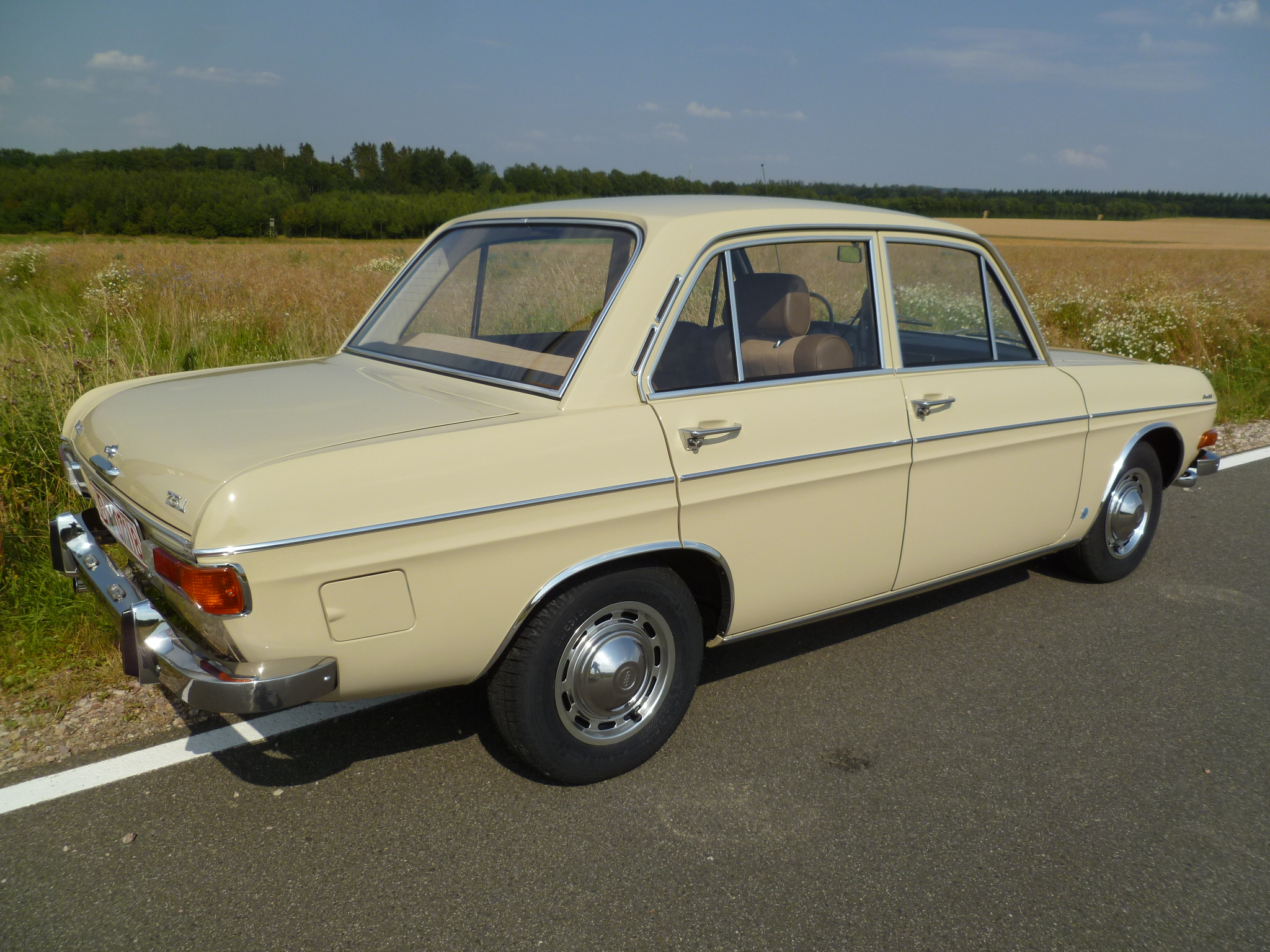
Viertürer 1970–1972
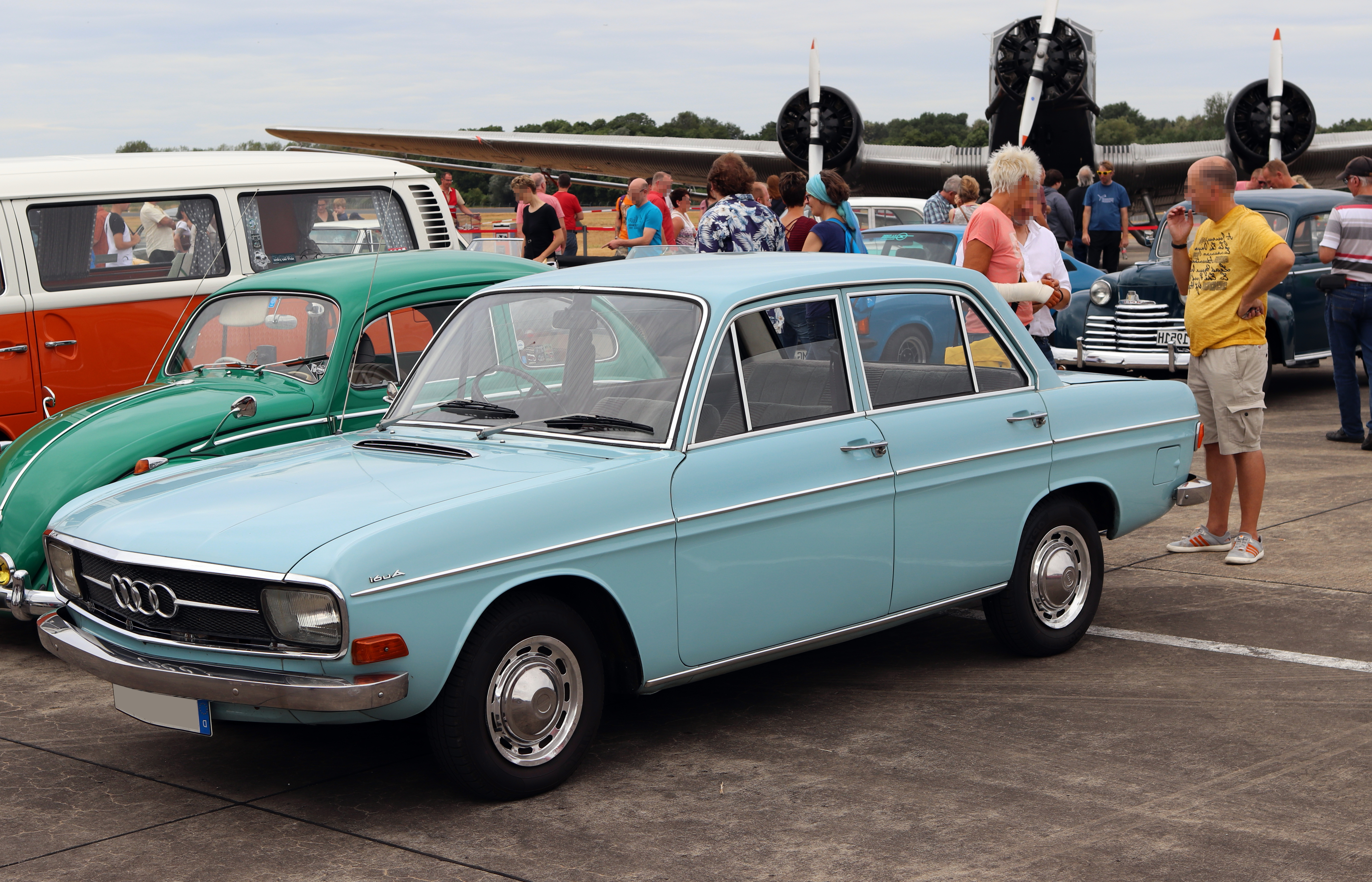
Viertürer 1970–1972
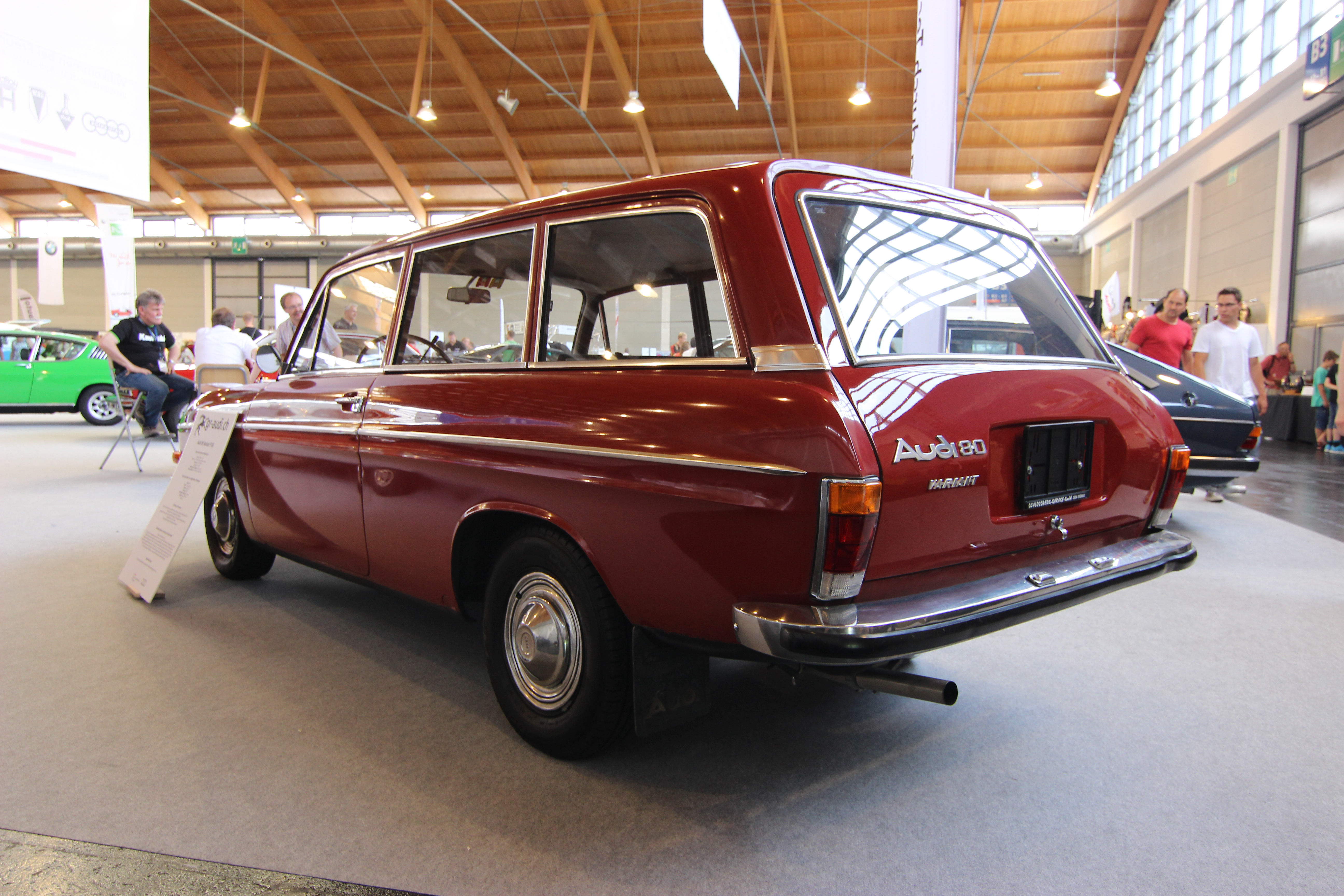
Audi 80 Variant, (1968–1970)
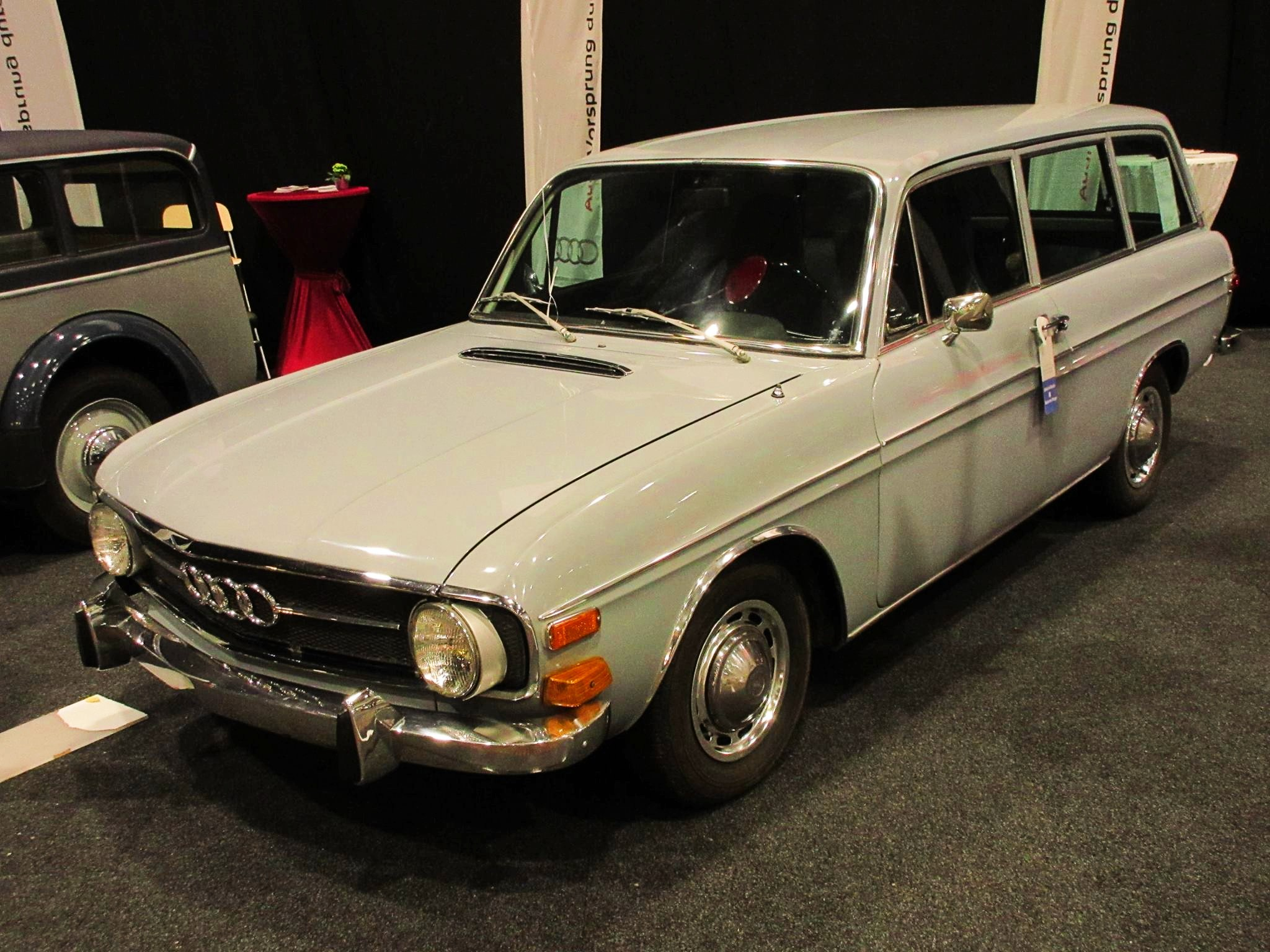
Audi Super 90 Variant, USA (1968–1970)
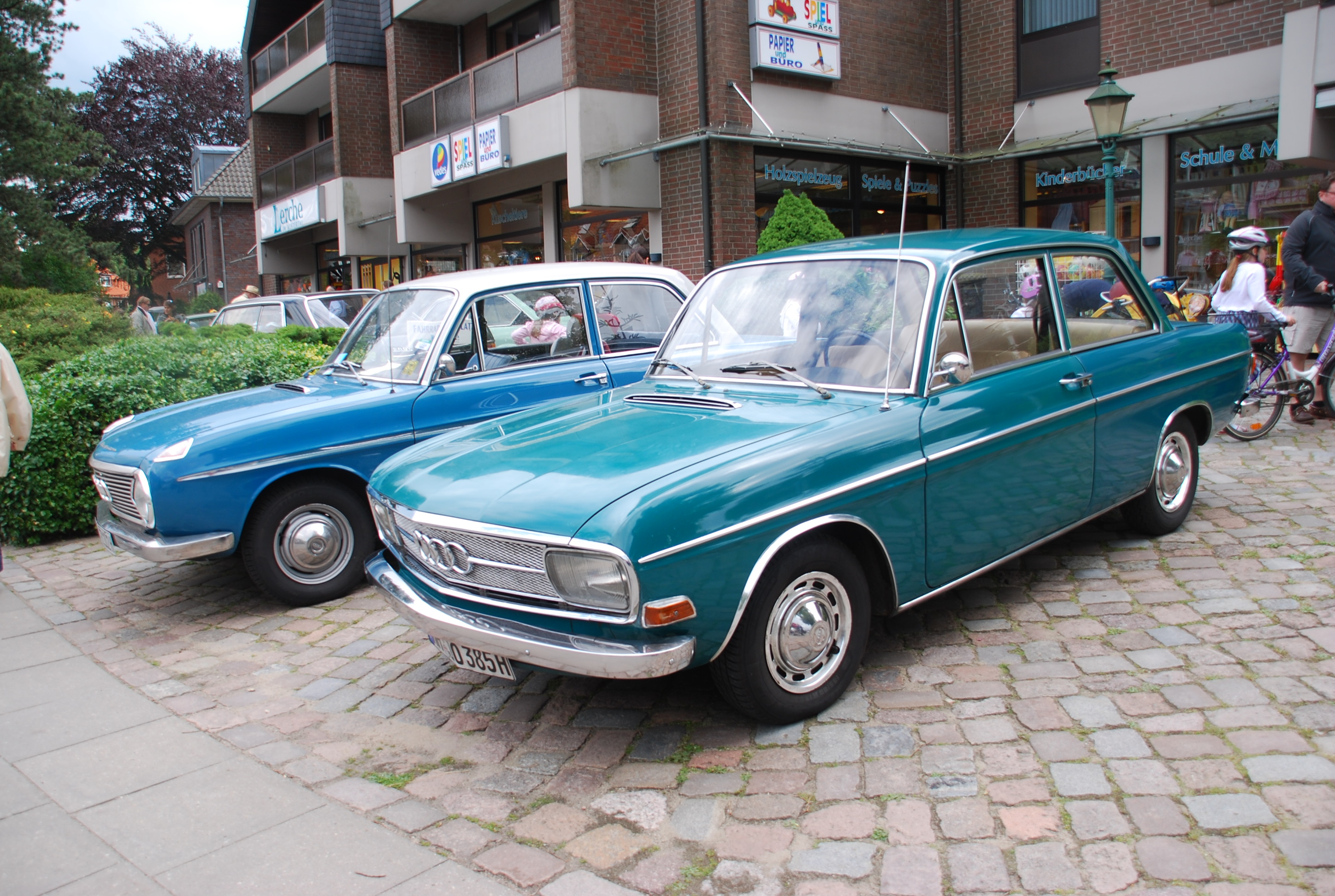
Audi 60 und sein Vorgänger DKW F 102 (links)

### Motoren / Technik
Die Motoren des F103 wurden auch „Audi-Mitteldruckmotoren“ genannt. Der Begriff wurde gewählt, obwohl dieser Motor in keinem Drehzahlbereich einen herausragenden Mitteldruck entwickelt. Technisches Merkmal des Motors war das für damalige Verhältnisse sehr große Verdichtungsverhältnis. Ein klingelfreier Motorlauf war trotz der großen Verdichtung möglich, da Heron-Brennräume und schraubig gewundene Einlasskanäle – ähnlich wie bei Motoren mit dem MAN M-Verfahren – verwirklicht wurden, die für eine starke Verwirbelung des Gemischs sorgten. Auf die Weise wurden (die das Motorklingeln verursachenden) Gasreste effektiv ausgespült, bei gleichzeitiger Steigerung der Durchbrenngeschwindigkeit. Die Konstruktion des Einlasskanals bewirkte allerdings, dass bei höheren Drehzahlen eine Drosselung der Füllung auftrat. Daraus ergab sich eine eher moderate Maximalleistung. Die Urversion des Motors war mit 11,7:1 verdichtet. Später wurde das Verdichtungsverhältnis zurückgenommen, um eine bessere Laufkultur zu erreichen, der Motor lief etwas kernig. Benötigt wurde Superbenzin mit 98 Oktan (heute Super Plus). Für Normalbenzin ausgelegte Versionen waren 9:1 verdichtet, auch das ein ungewöhnlich hoher Wert.
Die Entwicklung des Motors war ursprünglich bei Mercedes-Benz mit dem internen Code „Mexico“ begonnen worden. Ziel war ein Vielstoffmotor für militärische Zwecke, der aber so nicht verwendet wurde und den dann Ludwig Kraus für den F 102 anpasste, nachdem er am 8. Oktober 1963 bei Auto Union Technischer Direktor geworden war. Die Audi-Viertaktmotoren hatten eine untenliegende (seitliche) Nockenwelle, die von einer Duplex-Rollenkette angetrieben wurde und über Stoßstangen und Kipphebel betätigte hängende Ventile. Der Motor bildete die Basis für den späteren Motor des Audi 100 C1. Der Mitteldruckmotor war auch die Grundlage des im Audi 100 C2, VW LT, Porsche 924 und AMC Gremlin verwendeten Motors mit 2 Litern Hubraum. Diese Version hatte einen Zylinderkopf mit obenliegender Nockenwelle, die von einem Zahnriemen angetrieben wurde. Die Zylinder waren zusammengegossen (zwischen ihnen gab es keine Kühlwasserkanäle), um bei dem gegebenen Zylinderabstand eine Bohrung von 86,5 mm zu ermöglichen.
In der ersten Baureihe des größeren Audi 100 (1968–1976) wurde der gleiche Motor mit vergrößertem Hubraum in Versionen bis zu 115 PS eingesetzt. Mit dem ersten Audi 80 wurde 1972 der neu konstruierte EA827-Motor (EA = „Entwicklungsauftrag“) mit obenliegender Nockenwelle eingeführt, der später auch in fast allen neuen frontgetriebenen Volkswagen-Modellen verwendet wurde.
Wie sein Vorgänger DKW F 102 hatte der Audi F103 – gemeinsam mit NSU Ro 80, VW K 70 und einigen Citroën-PKW dieser Zeit – „innenliegende“ Scheibenbremsen zwischen Getriebe und Antriebswellen. Serienmäßig gab es ein Vierganggetriebe mit Lenkradschaltung, ab 1969 konnte alternativ gegen Aufpreis eine Mittelschaltung bestellt werden. Ein Automatikgetriebe wurde in dieser Baureihe nicht angeboten.
Die Vorderräder waren einzeln an Doppelquerlenkern aufgehängt, hinten gab es eine Torsionskurbelachse, geführt an den Traghebeln der Federung längs und einem Panhardstab und vorn und hinten Drehstabfedern (Torsionsstäbe) mit Teleskopstoßdämpfern.

### Modellvarianten

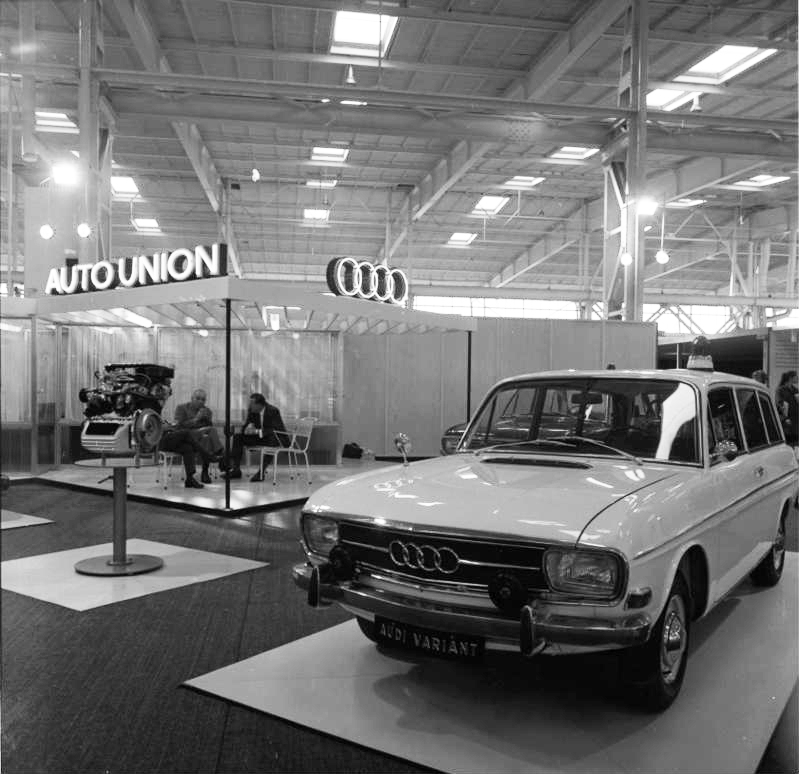
Audi Variant (1966)

- Audi (72), September 1965 – Dezember 1968, Variant Mai 1966 – August 1966
- Audi 60 und Audi 60 Variant, Februar 1968 – Juli 1972
- Audi 75 und Audi 75 Variant, Dezember 1968 – Juli 1972
- Audi 80 und Audi 80 Variant, September 1966 – Dezember 1968
- Audi Super 90, Dezember 1966 – August 1971, Variant (Station Wagon, nur für USA), 1969–1971

Der Audi Super 90 war das erste von Audi im Ausland produzierte Modell: Von 1968 bis 1973 wurde dieser in Südafrika als erstes Modell in 3640 Exemplaren hergestellt.

## Technische Daten
| Audi F103                    | Audi 60 (zwei- oder viertürige Limousine dreitüriger Variant) | Audi 72 (zwei- oder viertürige Limousine dreitüriger Variant) | Audi 75 (zwei- oder viertürige Limousine dreitüriger Variant) | Audi 80 (zwei- oder viertürige Limousine dreitüriger Variant) | Audi Super 90 (zwei- oder viertürige Limousine) |
| ---------------------------- | --- | --- | --- | --- | --- |
| Produktionsjahre             | 1968–1972 | 1965–1968 | 1968–1972 | 1966–1968 | 1966–1972 |
| Stückzahlen (außer Variant): | 216.988 | 122.579 | 122.579 | 122.579 | 49.794 |
| Motor:                       | wassergekühlter Vierzylinder-Viertaktreihenmotor, längs um 40° nach rechts geneigt eingebaut, fünffach gelagerte Kurbelwelle, Druckumlaufschmierung untenliegende Nockenwelle über Duplex-Steuerkette angetrieben, Stoßstangen, Kipphebel | wassergekühlter Vierzylinder-Viertaktreihenmotor, längs um 40° nach rechts geneigt eingebaut, fünffach gelagerte Kurbelwelle, Druckumlaufschmierung untenliegende Nockenwelle über Duplex-Steuerkette angetrieben, Stoßstangen, Kipphebel | wassergekühlter Vierzylinder-Viertaktreihenmotor, längs um 40° nach rechts geneigt eingebaut, fünffach gelagerte Kurbelwelle, Druckumlaufschmierung untenliegende Nockenwelle über Duplex-Steuerkette angetrieben, Stoßstangen, Kipphebel | wassergekühlter Vierzylinder-Viertaktreihenmotor, längs um 40° nach rechts geneigt eingebaut, fünffach gelagerte Kurbelwelle, Druckumlaufschmierung untenliegende Nockenwelle über Duplex-Steuerkette angetrieben, Stoßstangen, Kipphebel | wassergekühlter Vierzylinder-Viertaktreihenmotor, längs um 40° nach rechts geneigt eingebaut, fünffach gelagerte Kurbelwelle, Druckumlaufschmierung untenliegende Nockenwelle über Duplex-Steuerkette angetrieben, Stoßstangen, Kipphebel |
| Bohrung × Hub:               | 80 × 74,4 mm | 80 × 84,4 mm | 80 × 84,4 mm | 80 × 84,4 mm | 81,5 × 84,4 mm |
| Hubraum:                     | 1496 cm³ | 1695 cm³ | 1695 cm³ | 1695 cm³ | 1761 cm³ |
| Leistung kW (PS) bei 1/min:  | 40 kW (55 PS)1 4750 | 53 kW (72 PS) 5000 | 55 kW (75 PS) 5000 | 59 kW (80 PS) 5000 | 66 kW (90 PS) 5200 |
| Drehmoment Nm bei 1/min:     | 113 2600 | 127 2000 | 127 3000 | 132 3000 | 147 3000 |
| Verdichtung:                 | 9,1 : 1 | 11,2 : 12 | 9,1 : 1 | 11,0 : 1 | 10,6 : 1 |
| Beschleunigung 0 – 100 km/h: | 18,0 s 16,2 s (Export) | 14,8 s | 14,5 s | 14,0 s 14,5 s (Kombi) | 12,2 s |
| Höchstgeschwindigkeit:       | 138 km/h 144 km/h (Export) | 148 km/h | 150 km/h | 152 km/h | 163 km/h |
| Gemischbildung:              | Solex-Fallstromvergaser | Solex-Fallstromvergaser | Solex-Fallstromvergaser | Solex-Fallstromvergaser | Solex-Fallstrom-Registervergaser |
| Elektrische Anlage:          | 12 Volt, Drehstromlichtmaschine 35 Ampere (490 Watt) | 12 Volt, Drehstromlichtmaschine 35 Ampere (490 Watt) | 12 Volt, Drehstromlichtmaschine 35 Ampere (490 Watt) | 12 Volt, Drehstromlichtmaschine 35 Ampere (490 Watt) | 12 Volt, Drehstromlichtmaschine 35 Ampere (490 Watt) |
| Getriebe, Antrieb            | Vollsynchronisiertes Viergang-Schaltgetriebe hinter der Vorderachse, Lenkradschaltung (ab Oktober 1969 a. W. Mittelschaltung), Frontantrieb                                                                                               | Vollsynchronisiertes Viergang-Schaltgetriebe hinter der Vorderachse, Lenkradschaltung (ab Oktober 1969 a. W. Mittelschaltung), Frontantrieb                                                                                               | Vollsynchronisiertes Viergang-Schaltgetriebe hinter der Vorderachse, Lenkradschaltung (ab Oktober 1969 a. W. Mittelschaltung), Frontantrieb                                                                                               | Vollsynchronisiertes Viergang-Schaltgetriebe hinter der Vorderachse, Lenkradschaltung (ab Oktober 1969 a. W. Mittelschaltung), Frontantrieb                                                                                               | Vollsynchronisiertes Viergang-Schaltgetriebe hinter der Vorderachse, Lenkradschaltung (ab Oktober 1969 a. W. Mittelschaltung), Frontantrieb                                                                                               |
| Aufhängung vorn:             | doppelte Dreiecksquerlenker, längsliegende Drehstabfedern (Torsionsstäbe), Querstabilisator, Teleskopstoßdämpfer | doppelte Dreiecksquerlenker, längsliegende Drehstabfedern (Torsionsstäbe), Querstabilisator, Teleskopstoßdämpfer | doppelte Dreiecksquerlenker, längsliegende Drehstabfedern (Torsionsstäbe), Querstabilisator, Teleskopstoßdämpfer | doppelte Dreiecksquerlenker, längsliegende Drehstabfedern (Torsionsstäbe), Querstabilisator, Teleskopstoßdämpfer | doppelte Dreiecksquerlenker, längsliegende Drehstabfedern (Torsionsstäbe), Querstabilisator, Teleskopstoßdämpfer |
| hinten:                      | Torsionskurbelachse (Starrachse an Traghebeln mit querliegendem Torsionsstab), Panhardstab, Teleskopstoßdämpfer | Torsionskurbelachse (Starrachse an Traghebeln mit querliegendem Torsionsstab), Panhardstab, Teleskopstoßdämpfer | Torsionskurbelachse (Starrachse an Traghebeln mit querliegendem Torsionsstab), Panhardstab, Teleskopstoßdämpfer | Torsionskurbelachse (Starrachse an Traghebeln mit querliegendem Torsionsstab), Panhardstab, Teleskopstoßdämpfer | Torsionskurbelachse (Starrachse an Traghebeln mit querliegendem Torsionsstab), Panhardstab, Teleskopstoßdämpfer |
| Bremsen:                     | vorn: innenliegende Scheiben (Ø 280 mm), hinten: Trommeln (Ø 200 mm) | vorn: innenliegende Scheiben (Ø 280 mm), hinten: Trommeln (Ø 200 mm) | vorn: innenliegende Scheiben (Ø 280 mm), hinten: Trommeln (Ø 200 mm) | vorn: innenliegende Scheiben (Ø 280 mm), hinten: Trommeln (Ø 200 mm) | vorn: innenliegende Scheiben (Ø 280 mm), hinten: Trommeln (Ø 200 mm) |
| Karosserie:                  | selbsttragend, Stahlblech, Tankinhalt 53 Liter (ab Sept. 1968: 55 l) | selbsttragend, Stahlblech, Tankinhalt 53 Liter (ab Sept. 1968: 55 l) | selbsttragend, Stahlblech, Tankinhalt 53 Liter (ab Sept. 1968: 55 l) | selbsttragend, Stahlblech, Tankinhalt 53 Liter (ab Sept. 1968: 55 l) | selbsttragend, Stahlblech, Tankinhalt 53 Liter (ab Sept. 1968: 55 l) |
| Leermasse:                   | 960–1065 kg | 960–1065 kg | 960–1065 kg | 960–1065 kg | 960–1065 kg |
| Spurweite vorn/hinten:       | 1343 mm / 1327 mm | 1343 mm / 1327 mm | 1343 mm / 1327 mm | 1343 mm / 1327 mm | 1343 mm / 1327 mm |
| Radstand:                    | 2490 mm | 2490 mm | 2490 mm | 2490 mm | 2490 mm |
| Maße:                        | Länge: 4380 mm, Breite: 1626 mm, Höhe: 1451 mm | Länge: 4380 mm, Breite: 1626 mm, Höhe: 1451 mm | Länge: 4380 mm, Breite: 1626 mm, Höhe: 1451 mm | Länge: 4380 mm, Breite: 1626 mm, Höhe: 1451 mm | Länge: 4380 mm, Breite: 1626 mm, Höhe: 1451 mm |
| Lenkung:                     | Zahnstangenlenkung | Zahnstangenlenkung | Zahnstangenlenkung | Zahnstangenlenkung | Zahnstangenlenkung |
| Wendekreis:                  | 10,9 m | 10,9 m | 10,9 m | 10,9 m | 10,9 m |

1 Audi/Audi 60 Exportmodell: 48 kW (65 PS) bei 5000/min
2 ab September 1967: 9,1 : 1